# Attalos III.
Attalos III. Philometor Euergetes (altgriechisch Ἄτταλος Φιλομήτωρ Εὐεργέτης Áttalos Philomḗtōr Euergétēs; * 171 v. Chr.; † 133 v. Chr.) war ab 138 v. Chr. König von Pergamon. Als Sohn von Eumenes II. und der Stratonike folgte er Attalos II., der nach dem Tod des Vaters ab 159 v. Chr. sein Vormund war, auf den Thron. 
Bereits 153 v. Chr. wurde er dem römischen Senat vorgestellt, wurde dort seinem Alter und Rang entsprechend empfangen und bestätigte auch in seinem eigenen Namen die Verbindung und Freundschaft des pergamenischen Königshauses mit Rom. Noch während der Regierung Attalos’ II. wurde er bei der Verteilung von Priesterämtern, unter anderem des für die Attaliden wichtigen Priesteramts für Dionysos Kathegemos hinzugezogen.
Die antike Überlieferung zeichnet das Bild eines isolierten Einzelgängers, der den Ruf des pergamenischen Königtums durch eine Reihe von Morden an Verwandten und Freunden, die er für den Tod seiner Mutter und seiner Verlobten Berenike verantwortlich machte, verdunkelte. Statt sich den Staatsgeschäften zu widmen, beschäftigte er sich mit Landwirtschaft, Gartenbau und Pflanzenzucht, insbesondere von Giftpflanzen und machte, ähnlich wie andere Fürsten in der Periode der Alexandrischen Medizin, Studien über Gift und Gegengifte. Von Plinius wurde er deshalb auch als Attalus medicus bezeichnet. Galenos, dessen Heimatstadt Pergamon war, erwähnt Arzneizubereitungen „seines“ pergamenischen Königs und behauptete, Attalos habe Gifte an Sklaven ausprobiert.
Laut Strabon starb Attalos III. nach fünfjähriger Regierungszeit an einer Krankheit. Iustin schmückt die Umstände des Todes reichlich aus und berichtet, der König sei an den Folgen eines Sonnenstichs gestorben, den er sich zuzog, als er – ein geübter Dilettant im Verfertigen von Wachsmodellen und Bronzebildnissen – an einem Denkmal für seine Mutter arbeitete.
Attalos III. verfügte, dass im Fall seines Todes Königreich und königliche Schätze an Rom als Erbe fallen, die griechischen Städte seines Reiches, allen voran Pergamon, aber frei bleiben sollten. Der römische Senat bestätigte in einem Senatus consultum alle Regelungen des Attalos III. Tiberius Gracchus schlug vor, das Erbe für die Agrarreform zu nutzen. Vor Antritt des Erbes musste Rom aber zunächst den Aufstand des Aristonikos niederschlagen, der als illegitimer Sohn von Eumenes II. den Thron beanspruchte und unter dem Namen Eumenes III. die Regierungsgeschäfte antrat.